# دارا الثاني
"دارا الثاني" أو " داريوس الثاني" (بالفارسية: "داريوش دوم"، بالإنجليزية:" Darius II") هو أحد ملوك الإمبراطورية الفارسية، ابتدأت فترة حكمه من سنة 423 ق.م إلى سنة 405 ق.م. وقد كان له أربعة أبناء، وكان أشهرهم ابنه قورش.

## حكمه

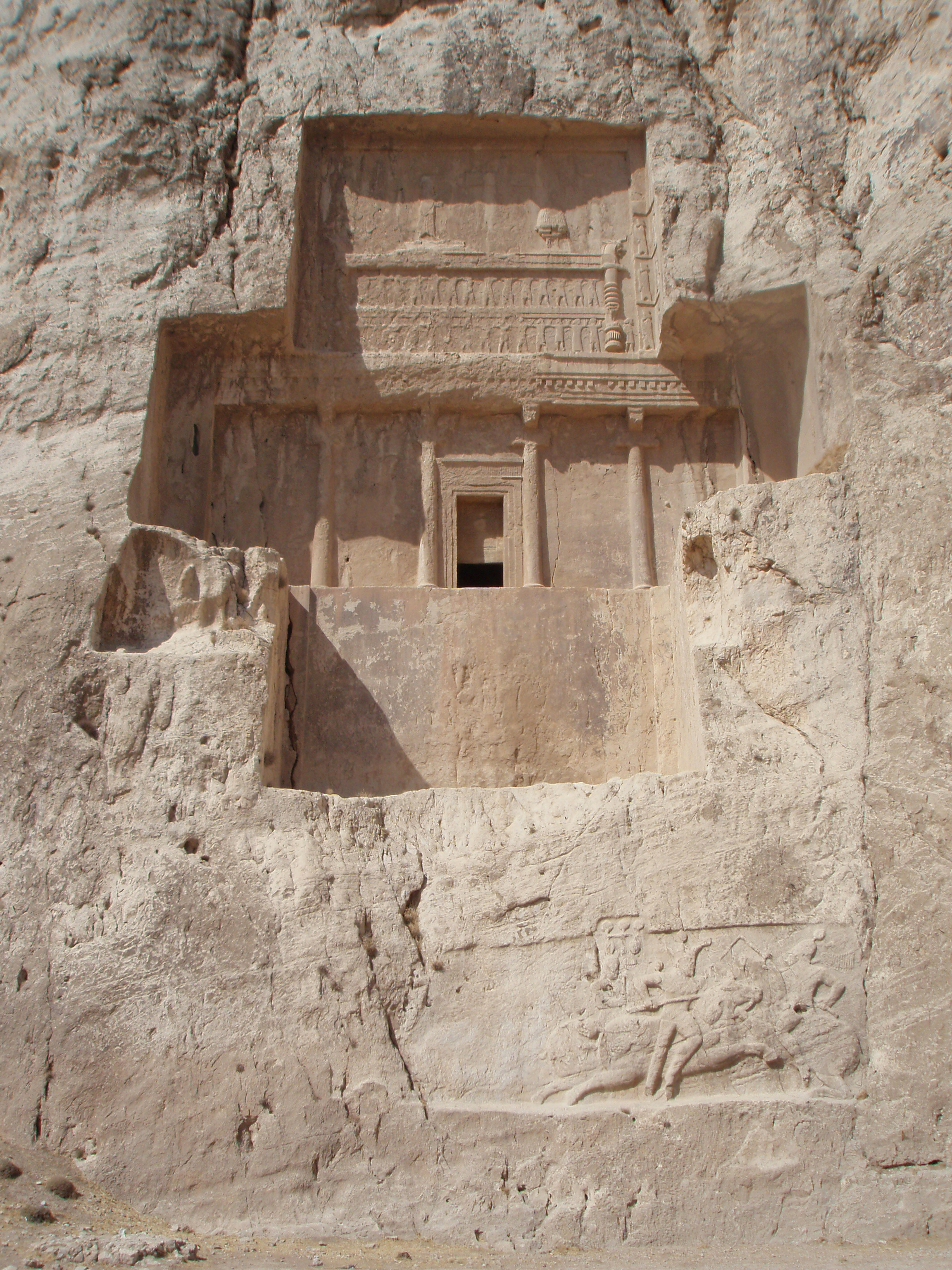
قبر دارا الثاني في بلاد فارس، نقش رستم.

لا يعرف المؤرخون سوى القليل عن عهد دارا الثاني، والمعلوم أنه قاد تمردًا في سنة 409 ق.م. بمساعدة من زينوفون، براي سيتي (بالإنجليزية: Parysatis).
وردت مقتطفات من ستيساس تسجل بعض من المؤامرات التي حاكتها النساء كما كان يُشاع في تلك الفترة، والذي لعب فيها الملك دارا الثاني دورًا سيئ السمعة.
عقب وفاة ارتحشستا الأول في 25 ديسمبر 424 ق.م. اعقبه ابنه أحشويروش الثاني. والذي قتل بعد شهر ونصف من توليه الحكم، على يد أخيه سجديانوس. ثم تمرد دارا الثاني ضد اخيه سجديانوس وبعد معركة قصيرة قتل سجديانوس.
اعتمد اسم دارا في المصادر اليونانية وكثيرًا ما كان يطلق عليه دارا النذل. طالما أن السلطة في أثينا بقيت على حالها، لم يتدخل دارا الثاني في الشؤون اليونانية.
في سنة 413 ق.م. قامت أثينا بدعم المتمردين في أقليم كاريا، الأمر الذي أغضب دارا الثاني. ونتيجة لهذا الحدث، قدم دارا الثاني أوامر لبعض مرزبانيته (حكامه) في آسيا الصغرى، لإجبارالمدن اليونانية على دفع الجزية المتأخرة والبدء في حرب مع أثينا.
ولدعم الحرب مع أثينا، دخل حكام الفرس دارا الثاني في تحالف مع سبرطة. وذلك في سنة 408 ق.م. وبعث على أثر ذلك ابنه قورش إلى آسيا الصغرى للاستمرار في الحرب بقوة أكبر.
توفي دارا الثاني في 405 ق.م.، وذلك في السنة التاسعة عشرة من حكمه، وأعقبه الملك الفارسي ارتحشستتا.